# Mykotherapie
Mykotherapie ist die Anwendung von Pilzen, vorzugsweise Großpilzen, und daraus gewonnenen Extrakten, für die eine Wirksamkeit im Rahmen von Prävention und unterstützender oder alleiniger Therapie behauptet wird. Für diese Anwendung existiert bislang keine hinreichende wissenschaftliche Basis. Eine Zulassung der Präparate als Arzneimittel besteht in Deutschland nicht.

## Zum Begriff „Mykotherapie“
Der Begriff Mykotherapie geht vermutlich auf den Mykologen Jan Ivan Lelley zurück. Lelley reklamiert, seine Wortneuschöpfung aus der Bezeichnung Phytotherapie abgeleitet zu haben. Im Buch „Die Heilkraft der Pilze – Gesund durch Mykotherapie“, erstmals erschienen im Jahre 1997, bezeichnet er Mykotherapie auch als „Wissenschaft des Einsatzes von Großpilzen mit Heilwirkung“ und fordert deren Anerkennung als „eigenständigen Bereich der Naturheilkunde“. Dieser Anspruch sei nicht nur wegen der großen Zahl der Pilzarten, die inzwischen zum Einsatz kämen, und ihres breiten Anwendungsspektrums, sondern auch wegen der uralten, fernöstlichen Tradition gerechtfertigt.

## „Heilpilze“

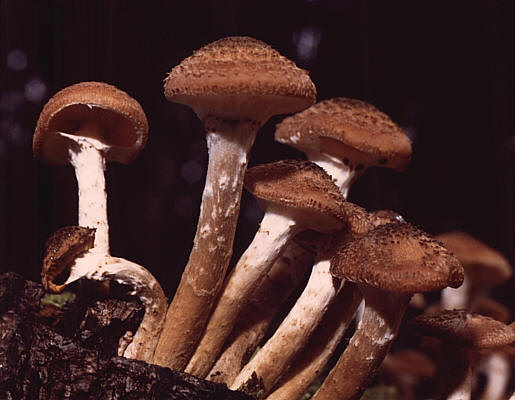
Hallimasch (Armillaria mellea)

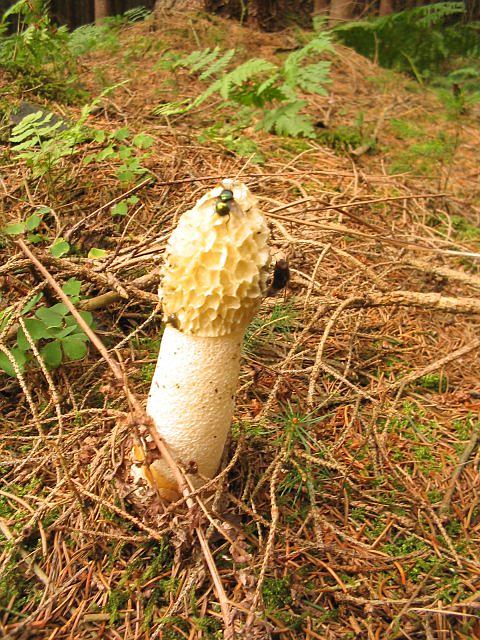
Stinkmorchel (Phallus impudicus), mit bereits durch wohl Hunderte von Fliegen vom Sporenbrei befreiter wabiger Kappe

Die für medizinische Anwendung beworbenen Pilzarten werden von den Anbietern Heilpilze, Medizinalpilze oder Vitalpilze genannt. In China werden zahlreiche dieser Pilzarten wie beispielsweise Ganoderma lingzhi schon seit Jahrhunderten als Rezepturbestandteile in der Traditionellen Chinesischen Medizin (TCM) verwendet. In Europa wurden sie zum Teil in den Kräuterbüchern des Hieronymus Bock, Peter Melius und Adam Lonitzer erwähnt. 
Nach diesen alten Arzneibüchern verwendete man zum Beispiel die Stinkmorchel (Phallus impudicus) gegen die Gicht. Der Echte Zunderschwamm (Fomes fomentarius) wurde zur Blutstillung und der Hallimasch (Armillaria mellea) als Abführmittel verwendet. 

Eine Passage aus dem Kräuterbuch von Adam Lonitzer aus dem Jahr 1679 über das Judasohr (Auricularia auricula-judae), das im Volksmund auch „Holunderschwamm“ genannt wird: 

„Hollunderschwämme löschen und trucken nieder allerlei Hiz und Geschwulst, zuvor in Rosenwasser oder Wein gewicht und übergelegt.“

In der Traditionellen Chinesischen Medizin traut man dem Judasohr diese Heileigenschaften jedoch nicht zu. Hier soll er nur die Gesundheit kräftigen und den Blutkreislauf fördern.
Die Speisepilze werden in Trockenform, meist als konzentrierter Extrakt, verabreicht. Die Wirkungen der Pilze sollen auf ihrem Gehalt an Vitaminen und Mineralstoffen und auf hypothetischen Heilwirkungen bestimmter Inhaltsstoffe einiger Pilzarten beruhen. Nachgewiesen ist eine immunologische Wirkung des Maitake-Pilzes bei Versuchstieren, der eine Aktivierung von T-Helfer-Zellen und gesteigerte Produktion von Gamma-Interferon, Interleukin 12 und Interleukin 18 hervorruft.

## Rechtliche Einordnung
Eine Zulassung der Präparate als Arzneimittel besteht in Deutschland nicht. Als Nahrungsergänzungsmittel oder Novel Food angeboten, unterliegen sie den Regelungen des Lebensmittel- und Futtergesetzbuchs (LFGB) und der Health-Claims-Verordnung. Die Angabe medizinischer Indikationen und therapeutischer Versprechen ist danach unzulässig. Gesundheitsbezogene Aussagen wie auch Präventionsversprechen bedürfen einer Zulassung. Auf Klage der Zentrale zur Bekämpfung unlauteren Wettbewerbs e.V. in Frankfurt am Main hat das Landgericht Tübingen (Beschluss vom 8. November 2005, Az. 21 O 184/05) einem Anbieter untersagt, für (angebliche) „Heilpilze“ mit Behauptungen zu werben, dass diese einen überhöhten Cholesterinspiegel senken sowie bei schweren und chronischen Erkrankungen – etwa Krebs, aber auch Migräne und Tinnitus – Heilwirkung entfalten.